# Sierraceratops

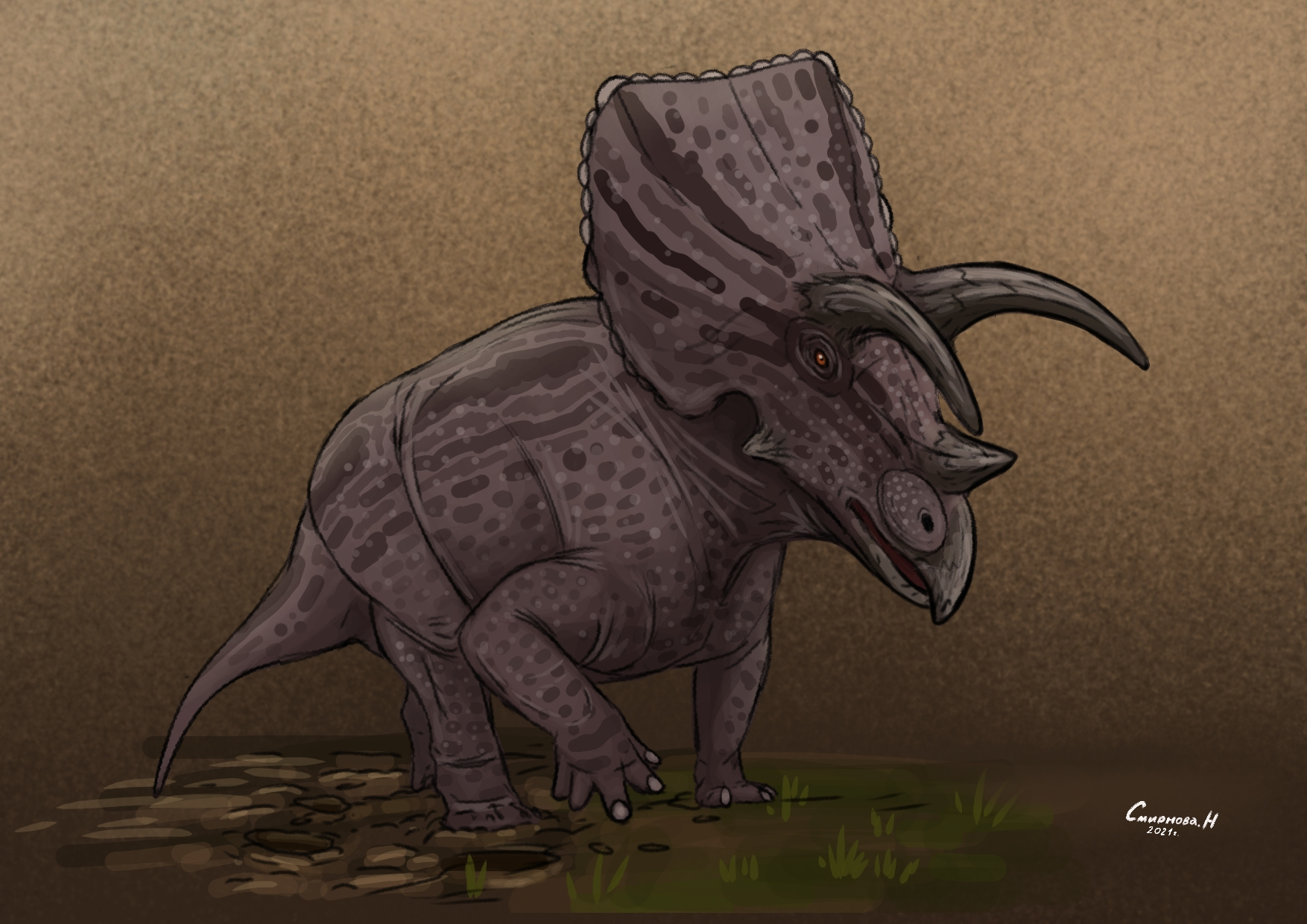
Sierraceratops

Sierraceratops turneri is een plantenetende ornithischische dinosauriër, behorende tot de Ceratopia, die tijdens het late Krijt leefde in het gebied van het huidige Noord-Amerika.

## Vondst en naamgeving
In Sierra County, New Mexico, op de enorme Vermejo Park Ranch ofwel Armendarisranch van Ted Turner, de oprichter van CNN, werden in 1997 door geoloog Gregory H. Mack nabij Truth or Consequences fossielen gevonden van een grote ceratopide. Ze waren door erosie aan het oppervlak blootgelegd. Een team van het Natuurhistorisch Museum van Nieuw Mexico groef hierna nog wat botten op, met medewerking van de opzichter van de ranch, Tom Wadell. Deze werden in 1998 in de wetenschappelijke literatuur gemeld en aan Torosaurus latus toegewezen, mede omdat ze gedateerd werden in het late Maastrichtien. Later onderzoek wees uit dat ze zes miljoen jaar ouder zijn en een nieuwe soort vertegenwoordigen. In 2014, 2015 en 2016 werden nog meer botten verzameld door Amanda Cantrell, Alan Erickson, Ray Geisser, Peter Reser en Tom Suazo. De botten werden eerst geprepareerd door deze vrijwilligers en daarna door Sebastian Dalman.
In 2021 werd de typesoort Sierraceratops turneri benoemd en beschreven door Sebastian G. Dalman, Spencer George Lucas, Steven E. Jasinski en Nicholas Roy Longrich. De geslachtsnaam is een verwijzing naar Sierra County en verbindt de naam daarvan met een Oudgrieks keras, "hoorn", en oops, "gezicht", een gebruikelijk achtervoegsel in de namen van Ceratopia. De soortaanduiding eert Turner die ondertussen overigens geen eigenaar meer is van het land. De Life Science Identifiers zijn C2060BFE-9854-41DD-B6B5-85C2F4C90F40 voor het geslacht en 4B84D075-B047-4466-8FA0-F026CABDE0F9 voor de soort.
Het holotype, NMMNH P-76870, is gevonden in een laag van de Hall Lake Formation, Campanien-Maastrichtien, ongeveer tweeënzeventig miljoen jaar oud. Het bestaat uit een gedeeltelijk skelet met schedel. Bewaard zijn gebleven: een stuk rand van een linkerpraemaxilla, een linkerjukbeen met epijugale, een rechterwenkbrauwhoorn, een linkerquadratum, een linkerquadratojugale, de balk tussen de wandbeenderen, een bovenste stuk linkersquamosum, een stuk linkerdentarium, een linkerpterygoïde, twee halswervels, twee ruggenwervels, drie sacrale wervels, twee ribben, een onderste linkerschouderblad verbonden aan maar niet vergroeid met het ravenbeksbeen, een bovenste linkerellepijp, een linkerhandklauw en een linkerdarmbeen. Het skelet, waarvan ongeveer 16% bewaard is gebleven, lag niet in verband maar is op een kleine oppervlakte in natuurlijke positie aangetroffen. Het betreft vermoedelijk een jongvolwassen exemplaar. De fossielen maken deel uit van de collectie van het New Mexico Museum of Natural History & Science.

## Beschrijving

### Grootte en onderscheidende kenmerken

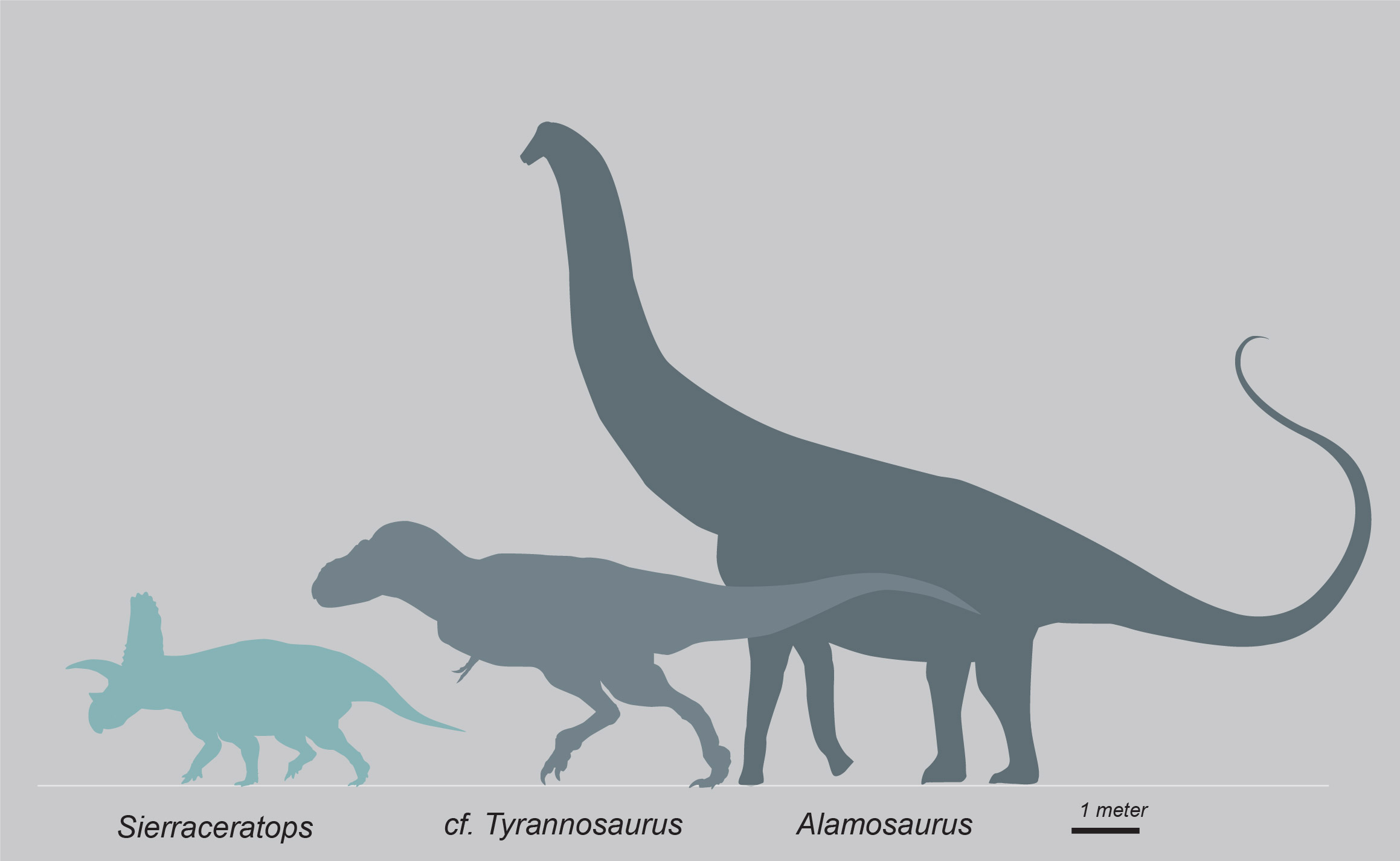
Sierraceratops in grootte vergeleken met andere leden van zijn fauna

Sierraceratops is ongeveer vier à vijf meter lang. De lengte van de schedel is geschat op anderhalve meter.
De beschrijvers wisten enkele onderscheidende kenmerken vast te stellen. Ze vormen een unieke combinatie van op zich niet unieke eigenschappen. De wenkbrauwhoorns zijn kort, robuust en overdwars sterk afgeplat. Het jukbeen heeft vooraan twee opvallende beenplaten naar onderen steken, een aan de onderzijde van het raakvlak met het bovenkaaksbeen, de ander vóór het raakvlak met het epijugale. De hoornkern van het epijugale is massief gebouwd, langer dan verticaal hoog, en piramidevormig. Het jukbeen heeft onderaan twee uitsteeksels als contact met het epijugale, de voorstek lang en de achterste kort. Het achterste uiteinde van de balk tussen de pariëtaalvensters is breed. De balk tussen de pariëtaalvensters heeft in het midden een D-vormige dwarsdoorsnede, ongeveer even dik als breed. Het squamosum heeft een ruwweg driehoekig bovenuiteinde in plaats van scherp taps toe te lopen. De achterste episquamosalia zijn klein en driehoekig terwijl de zijdelingse episquamosalia laag en lang zijn, bijna viermaal breder dan hoog.

### Skelet

#### Schedel
Wat van de praemaxilla bewaard is, heeft een standaardbouw voor chasmosaurinen.
Het jukbeen heeft aan de achterste onderrand een opvallende bolling. Dat geeft het jukbeen als geheel een golvend profiel. Bovenaan is geen beenlip als onderrand van de oogkas. Van de uitsteeksels die contact maken met het epijugale steekt de voorste drie centimeter naar beneden. De uitsteeksels zijn gescheiden door een diepe groeve. Daarachter ligt een glad en licht bol raakvlak met het quadratojugale. Dat verschilt van het met richels verruwde facet bij de Triceratopini. Het epijugale is langer dan hoog en steekt ver en bijna haaks uit. Het is zeventien centimeter lang. Het vormt een forse piramide met een scherpe punt, net als bij Bravoceratops en duidelijk verschillend van de stompe punt bij Triceratops. Een verticale richel scheidt de vlakke voorzijde van de bolle achterzijde, opnieuw net als bij Bravoceratops. De punt is iets naar voren gebogen. Op de voorkant van het quadratum bevindt zich een opvallend grote en diepe groeve voor de aanhechting van de musculus adductor mandibulae, vijfennegentig millimeter lang. Hoewel verwanten een kleinere groeve tonen, werd het kenmerk niet formeel aangemerkt als een autapomorfie. De processus paroccipitalis is relatief kort en wordt niet door een groeve gescheiden van het quadratum.
De wenkbrauwhoorn is kort, ongeveer zestig centimeter lang, en robuust. Hij is in zijaanzicht tamelijk hoog, maar in bovenaanzicht zeer smal, twaalf centimeter aan de basis en veel smaller daarboven. De basis is breed in zijaanzicht, eenentwintig centimeter en de hoorn steekt eerst recht en schuin omhoog, naar voren en naar buiten, zonder veel te versmallen. Dan is er een knik naar beneden en binnen waarna de punt snel taps toeloopt. De hoorn steekt vrij recht naar voren. Hij is intern hoog uitgehold.
Het schild moet grote pariëtaalvensters gehad hebben. Het was vermoedelijk vrij breed en kort, maar tamelijk recht naar achteren uitstekend, zij het met een kromming naar boven. De balk tussen de pariëtaalvensters is recht zonder ornamentering wat kan duiden op een individueel jonge leeftijd. Aan de achterzijde van de balk ligt er een fossa rond het venster die een dunne beenplaat vormt. De balk is lang en smal. Hij is vrij vlak overdwars wat erop kan duiden dat het schild achteraan weinig gewelfd was. De balk heeft bovenop een bolle lengterichel die leidt tot een D-profiel overdwars, als bij Bravoceratops. Meestal is het profiel bij verwanten lensvormig. De uiteinden vooraan en achteraan de balk zijn iets verheven. De zijwanden van de balk lopen naar boven uit in kleine richeltjes met ovale inzinkingen ernaast, net als bij Ojoceratops. Het squamosum, matig verbreed, is bovenaan puntig en heeft daar aan de buitenrand minstens vier episquamosalia. Achteraan is nog een bolling die een zesde episquamosale kan zijn of misschien gewoon de grens met het wandbeen. In dat laatste geval is de S1 een klein uitsteeksel, een centimeter hoog en vijfentwintig millimeter breed. De voorliggende S2, vier centimeter verderop, is vijf centimeter breed en maar zeven millimeter hoog. Drie centimeter verder ligt de S3 die elf centimeter breed is en een centimeter hoog, net als de S4. De episquamosalia worden gescheiden door korte ondiepe inkepingen. Een hoge richel begrenst de buitenzijde van het pariëtaalvenster. Het squamosum is overdwars bovenop hol gekromd. Er is een richel op de grens van het wandbeen, een basaal kenmerk.
De buitenzijde van het pterygoïde heeft een holte voor de aanhechting van de musculus pterygoideus ventralis. De achterzijde van het pterygoïde draagt een afgeplatte richel aan de binnenzijde. De opgaande tak diende als oorsprong van de musculus levator pterygoideus die aan het wandbeen aanhechtte. Onder de oorsprong bevindt zich de aanhechting van de musculus pterygoideus dorsalis.
Van het dentarium van de onderkaak is alleen het achterste stuk over dat geen tanden bewaart.

#### Postcrania
De bewaarde halswervels zijn vermoedelijk de vijfde en de zevende of achtste. De achterste halswervel heeft een dunne lengterichel onder de parapofyse, net als bij Chasmosaurus, tussen foramina. Bij de ruggenwervels heeft het ruggenmergkanaal een ronde of ovale dwarsdoorsnede zoals bij Chasmosaurus, in tegenstelling tot de druppelvorm bij meer afgeleide chasmosaurinen. Een andere overeenkomst met Chasmosaurus is het ontbreken van een lengterichel op de onderzijde. De sacrale wervels van het heiligbeen delen dit kenmerk. Van de twee gevonden ribben is er een 110 centimeter lang; van de anders is slechts een stuk over dat echter nog altijd een meter meet.
Het ravenbeksbeen is vierendertig centimeter lang. Schouderblad en ellepijp hebben een standaardvorm. Voor het darmbeen, met een bewaarde lengte van tweeënnegentig centimeter, geldt hetzelfde. De handklauw, waarvan de positie onzeker is, heeft een lengte van twaalf centimeter.

## Fylogenie
Sierraceratops werd binnen de Ceratopidae in de Chasmosaurinae geplaatst als zustersoort van een klade gevormd door Bravoceratops en Coahuilaceratops. Hij zou bevestigen dat de fauna van het zuiden van Laramidia in het late Campanien gescheiden was van de noordelijke levensgemeenschap.